# 屈禦寇
屈禦寇（？—？），羋姓，屈氏，名禦寇，字子邊，中国春秋時期楚國的息公。
楚成王三十八年（公元前634年），秦国和晋国聯軍攻鄀国時楚国救援，申公鬬克、息公屈御寇率领申、息两地的军队戍守商密。秦军经过析地，绕道丹江水湾，捆绑着自己的士兵装做俘虏，来包围商密，黄昏时兵临城下。夜里，掘地歃血，把盟书放在上面，做出和鬬克、屈御寇盟誓的模样。商密人害怕：“秦军已经占领析地！戍军背叛了。”于是投降秦军。秦国军队囚禁了申公鬬克、息公屈御寇回国。